# Corredor Beasáin-Durango
El corredor Beasáin-Durango es la carretera que une el Goyerri guipuzcoano con el Duranguesado en Vizcaya a través del valle del Deva. A lo largo de los años han ido variando tanto su configuración, como su denominación. No obstante, siempre ha constituido un eje viario de primer nivel en el País Vasco.

## Carretera convencional
La antigua carretera comarcal  C-6322  unía Beasáin con Durango por los puertos de Eizaga, Descarga y Elgueta, tal como lo hacen sus sucesoras  GI-2632 ,  BI-2632 ,  BI-3331  y  BI-3336 . Tras la transferencia de las antiguas carreteras comarcales a las diputaciones forales, esta vía recibió la denominación  GI-632  en el tramo guipuzcoano y  BI-632  en el vizcaíno. Sin embargo, tras la sucesivas aperturas de la autovía que ha ido sustituyéndola, ha ido siendo degradada a carretera secundaria o terciaria, adoptando así las nomenclaturas que hoy reciben sus distintos tramos.

## Carretera de alta capacidad
Desde finales de los años 90 se han ido abriendo, hasta 2019, los diferentes tramos que conforman actualmente la autovía Beasáin-Durango. Entre Beasáin y Vergara recibe la denominación  AP-636  desde 2025, puesto que pese a ser una autovía, es de peaje. Previamente, esta autovía se llamó  A-636  y  GI-632 . Entre Vergara y el norte de Mondragón, el corredor se solapa con la  AP-1  y la  GI-627 .
Desde Elorrio hasta Durango existe una autovía libre de peaje que desde su construcción recibió la denominación  N-636 , nomenclatura que según el Plan General de Carreteras del País Vasco debía recibir el corredor Beasáin-Durango al ser ascendido a eje de primer nivel. Entre Mondragón y Elorrio, el corredor tiene características de carretera convencional. Sin embargo, la vertiente guipuzcoana del puerto de Campázar es una vía de altas prestaciones construida a finales de los 90, mientras que en Vizcaya se conserva el trazado antiguo a la espera de que ejecute el túnel que salve el puerto y su enlace con la variante de Elorrio. El lado guipuzcoano de este tramo conservó inicialmente la denominación  GI-632 .